# CIRCLE (HOME MADE 家族のアルバム)
『CIRCLE』（サークル）は、HOME MADE 家族が2010年3月3日にリリースした5枚目のアルバム。

## 解説
- 前作から約1年5ヶ月ぶりのアルバム。タイトルのCIRCLEは昨年1年間の活動テーマ“輪（サークル）”をそのままタイトルにしたもの。
- 初回生産限定盤には2009年12月16日に赤坂BLITZにて行われた「Tomorrow リリースパーティー」でのライブ映像を収録したDVDが付いている。

## 参加アーティスト (収録順)
九州男・日之内エミ・KAME (from KAME & L.N.K)・TUT-1026・HOZE (from SMELLS GOOD)・Yukko from のあのわ・SEAMO

## 収録曲

### DISC 01
1. Circleduction
(作詞・作曲：KURO, MICRO, U-ICHI / 編曲：U-ICHI)
2. L.O.V.E.
(作詞・作曲：KURO, MICRO, U-ICHI & Ryosuke Imai)
18枚目のシングル。
3. Family Circuit
(作詞・作曲：KURO, MICRO, U-ICHI / 編曲：U-ICHI)
4. Oooh Wa!!
(作詞・作曲：KURO, MICRO, U-ICHI & Yuji Kano / 編曲：Yuji Kano & U-ICHI)
5. Tomorrow featuring 九州男
(作詞・作曲：KURO, MICRO, U-ICHI, 九州男 & Yuji Kano / 編曲：Takahiro Watanabe & U-ICHI)
17枚目のシングル。
6. Crazy feat. 日之内エミ
(作詞・作曲：KURO, MICRO, U-ICHI, Emi Hinouchi & Soundbreakers / 編曲：Soundbreakers)
7. ムカイカゼ (Album Ver.)
(作詞・作曲：KURO, MICRO, U-ICHI & Yuji Kano / 編曲：Yuji Kano & U-ICHI)
8. FUN HOUSE feat. KAME (from KAME & L.N.K), TUT-1026, HOZE (from SMELLS GOOD)
(作詞・作曲：KURO, MICRO, U-ICHI, KAME, TUT-1026, HOZE & Yuji Kano / 編曲：Yuji Kano & U-ICHI)
9. ハナビラ feat. Yukko from のあのわ
(作詞・作曲：KURO, MICRO, U-ICHI, Yuji Kano & Keiko Hiraoka / 編曲：Yuji Kano & U-ICHI)
10. スーパーマン
(作詞・作曲：KURO, MICRO, U-ICHI & Yuji Kano / 編曲：Yuji Kano & U-ICHI))
11. ムチャぶりキング feat. SEAMO
(作詞・作曲：KURO, MICRO, U-ICHI & SEAMO / 編曲：U-ICHI)
12. Looking For You
(作詞・作曲：KURO, MICRO, U-ICHI & Yuji Kano / 編曲：Yuji Kano & U-ICHI)
13. YOU 〜あなたがそばにいる幸せ〜
(作詞・作曲：KURO, MICRO, U-ICHI & Shinya Tada / 編曲：MANABOON for TinyVoice, Production)
16枚目のシングル。
14. CIRCLE
(作詞・作曲：KURO, MICRO, U-ICHI, Sho Hayama & Kazunori Fujimoto)

### DISC 02
初回生産限定盤のみ
1. Tomorrow（アカペラ）
2. We Are Family
3. CHANGE
4. music & communication
5. フロンティア
6. Looking For You
7. ムカイカゼ
8. YOU 〜あなたがそばにいる幸せ〜
9. サンキュー!!
10. L.O.V.E.

## タイアップ
L.O.V.E.
TBS系全国ネット『CDTV』2月度オープニングテーマ
Looking For You
地上デジタル東海地区2009年キャンペーンソング
ムカイカゼ
- 2010年シーズンから埼玉西武ライオンズ内野手の中村剛也の登場曲として使われている。